# Chrysomeridophyceae
Classe
Les Chrysomeridophyceae sont une classe d’algues unicellulaires de l’embranchement des Ochrophyta.

## Systématique
La classe des Chrysomeridophyceae a été créée en 1995 par Thomas Cavalier-Smith (1942-2021).

## Liste des ordres
Selon AlgaeBase (28 janvier 2022) :
- ordre des Chrysomeridales C.J.O'Kelly & C.Billard ex H.R.Preisig